# Keetia ripae
Keetia ripae là một loài thực vật có hoa trong họ Thiến thảo. Loài này được (De Wild.) Bridson mô tả khoa học đầu tiên năm 1986.